# Marcela Huaita Alegre
Marcela Patricia María Huaita Alegre (30 de octubre de 1964) es una abogada, investigadora, docente y consultora internacional peruana, experta en temas de género, derechos humanos y políticas públicas. Fue Ministra de la Mujer y Poblaciones Vulnerables de 2015 a 2016 durante el Gobierno de Ollanta Humala.

## Biografía
Marcela Huaita es hija de José Victor Huaita y Graciela Alegre, familia de la Provincia de Páucar del Sara Sara, Ayacucho.[cita requerida]
Es abogada egresada de la Pontificia Universidad Católica del Perú.

## Vida política
En 1996 fue asesora principal de la Comisión de la Mujer del Congreso de la República del Perú. En el 2003, integró el gabinete de asesores de la Presidencia del Consejo de Ministros del Perú (PCM). 
De 2012 a 2013 fue viceministra de la Mujer, cuando Ana Jara era la ministra de la Mujer y Poblaciones Vulnerables. Y en julio de 2014, cuando Ana Jara fue elevada a la presidencia del Consejo de Ministros.
El 4 de agosto de 2014 fue designada Secretaria General de la PCM, cargo que ejerció hasta el 17 de febrero de 2015, cuando fue nombrada ministra de la Mujer y Poblaciones Vulnerables. Asimismo, ha trabajado para instituciones como Pro Ética, Defensoría del Pueblo y Constella Futures.
Ha sido también docente en áreas de derechos humanos, género y políticas públicas en la Universidad Nacional Mayor de San Marcos, la Pontificia Universidad Católica del Perú y ha sido docente invitada de la Universidad Cayetano Heredia y del Instituto Nacional de Salud Pública de México.

### Ministra de la Mujer y Poblaciones Vulnerables
El 17 de febrero de 2015, Marcela Huaita juró como Ministra de la Mujer y Poblaciones Vulnerables del gobierno del presidente Ollanta Humala, en reemplazo de Carmen Omonte, integrando un renovado gabinete presidido por Ana Jara. La ceremonia, en la que también juraron los ministros Daniel Maurate Romero (Trabajo y Promoción del Empleo), José Luis Pérez Guadalupe (Interior), Rosa María Ortiz Ríos (Energía y Minas)  y Fredy Otárola Peñaranda (Justicia y DD.HH.), se realizó en el Salón Dorado de Palacio de Gobierno.
Permaneció en dicho cargo hasta el fin del gobierno de Humala, en julio de 2016. Al hacer un balance de su gestión, resaltó los avances legales obtenidos para proteger a las víctimas de violencia, como la ley de feminicidio; la ley que previene, sanciona y erradica la violencia contra las mujeres y los integrantes del grupo familiar; y la aprobación del nuevo Plan contra la Violencia de Género 2016-2021. También destacó la ampliación del número de centros de emergencia Mujer, que alcanzaron la cifra de 245 a nivel nacional.